# وودس روجرز
وودس روجرز (بالإنجليزية: Woodes Rogers)‏ هو قائد بحري وقرصان مفوض ومستكشف إنجليزي ولد في سنة 1679 في دورست في انجلترا. عرف لانقاذه للقائد البحري ألكسندر سيلكيرك، ليلهم من قبل دانييل ديفو بتأليف روايته روبنسون كروزو. عمل في البداية تحت إمرة القائد البحري وليام دامبير وأحرز العديد من الإنتصارات ضد البحرية الإسبانية، حيث استغل ازدياد عدد القراصنة في المستعمرات الإسبانية ليقوم بتجنيدهم لخدمة مصالح إنجلترا. أثناء إحدى رحلاته الاستكشافية وصل إلى جزيرة روبنسون كروزو في فبراير 1709 ومن هناك خاض رحلته حول العالم وعاد مع معظم أفراد طاقمه بالعديد من الغنائم لتوصف رحلته بالعظيمة ويصبح البطل القومي في إنجلترا. بعد رجوعه قاضاه أفراد طاقمه بعدم دفعه لهم لمستحقاتهم ليفلس بعدها. بعد تقاعده ألف كتاب الدوران حول العالم ليحقق مبيعات كثيرة في إنجلترا ويسترجع جزء كبير من ثروته. تم اختياره فيما بعد كمحافظ على جزر البهاماس. بعد انتهاء حرب الخلافة الإسبانية، أشرف على انهاء العصر الذهبي للقراصنة وقام بمهاجمة جمهورية القراصنة. توفي في سنة 1730.